# Pedro Henrique Lopes
Pedro Henrique de Mendonça Lopes (São Gonçalo, 28 de junho de 1986) é um ator, dramaturgo e roteirista brasileiro.

## Carreira
Iniciou sua carreira aos 13 anos no espetáculo infantil Ser ou não Ser?, de sua autoria, em 2000. Trabalhou como performer da Walt Disney nos EUA (2005 e 2006) e no Brasil (2008). Participou da montagem de 50 anos do musical da Broadway Guys and Dolls, de Frank Loesser, na Flórida (EUA, 2006).
Na televisão, viveu os personagens Wanderley na telenovela Aquele Beijo (TV Globo, 2011), Padre Francisco na telenovela Êta Mundo Bom! (TV Globo, 2016) e Ari na telenovela Verão 90 (TV Globo, 2019).
É formado em artes cênicas pela Universidade Federal do Estado do Rio de Janeiro (UNIRIO) e em turismo pela Universidade Federal Fluminense (UFF), além de ser mestre em administração  pela Fundação Getúlio Vargas (FGV) e ter especialização em narrativas audiovisuais pela Pontifícia Universidade Católica do Rio de Janeiro (PUC Rio).
No teatro, atuou em Depoimentos às Terras do Brasil, com o diretor venezuelano Orlando Arocha, que gerou o livro homônimo, onde Pedro escreveu o capítulo Processo da peça Depoimentos às Terras do Brasil. Além disso, viveu José em montagem universitária de Os Fuzis da Senhora Carrar, de Bertolt Brecht.
Integrou o elenco dos espetáculos musicais da Broadway no Brasil Esta É a Nossa Canção e Baby, e na montagem universitária de Rocky Horror Show. Viveu ainda Chacrinha (quando jovem), Benito di Paula e Jece Valadão em Chacrinha, o Musical, sob direção de Andrucha Waddington. No espetáculo Vamp, o musical, adaptado da novela homônima, viveu Gerald Lamas, ao lado de Ney Latorraca e Cláudia Ohana, sob direção de Diego Morais e Jorge Fernando (ator).
Escreveu e protagonizou os espetáculos O Meu Sangue Ferve por Você, Mojo Mickybo, e os infantis Luiz e Nazinha – Luiz Gonzaga para Crianças, O Menino das Marchinhas - Braguinha para Crianças, Bituca - Milton Nascimento para Crianças, Tropicalinha - Caetano e Gil para Crianças, Raulzito Beleza - Raul Seixas para Crianças e Pimentinha - Elis Regina para Crianças, pelo projeto Grandes Músicos para Pequenos. Pedro assina ainda o roteiro teatral de Detetives do Prédio Azul - Um Mistério no Teatro, em parceria com Flávia Lins e Silva.
Seus créditos como roteirista incluem o experimento cênico Transe, e as animações infantis Dodó e Tatá e Conferência dos Monstros. Pedro é também autor da coletânea de livros infantis Gêmeos?!.
Foi premiado pelo Centro Brasileiro de Teatro para Infância e Juventude pela relevância de seu projeto teatral Grandes Músicos para Pequenos, em 2016, e pelo Prêmio Botequim Cultural como Autor Infantojuvenil pelo texto de Bituca - Milton Nascimento para Crianças, em 2017. Além disso, Pedro foi indicado como Melhor Ator e Melhor Texto Original por dois anos consecutivos (2015 e 2016) ao Prêmio do Centro Brasileiro de Teatro para Infância e Juventude por sua atuação nos espetáculos Luiz e Nazinha - Luiz Gonzaga para Crianças e O Menino das Marchinhas - Braguinha para Crianças, respectivamente. E ao Prêmio Zilka Salaberry como Melhor Ator (2015) e como Melhor Roteiro (2016).

## Televisão
| Ano  | Título         | Personagem      | Emissora   |
| ---- | -------------- | --------------- | ---------- |
| 2011 | Aquele Beijo   | Wanderley       | Rede Globo |
| 2016 | Êta Mundo Bom! | Padre Francisco | Rede Globo |
| 2019 | Verão 90       | Ari             | Rede Globo |

## Teatro
| Ano  | Título                                            | Personagem                        |
| ---- | ------------------------------------------------- | --------------------------------- |
| 2000 | Ser ou Não Ser?                                   | Livereto                          |
| 2005 | Olha o Mico!                                      | Dr. Corujão                       |
| 2006 | Guys and Dolls                                    | Waiter / Ensemble                 |
| 2007 | Depoimentos às Terras do Brasil                   | Padre Jácome de Queiroz           |
| 2008 | Os Fuzis da Senhora Carrar                        | José                              |
| 2008 | Jogado a Teus Pés                                 |                                   |
| 2008 | A Feliz Árvore de Natal do Mickey Mouse           | John                              |
| 2009 | Esta É a Nossa Canção                             | Ensemble                          |
| 2009 | O Meu Sangue Ferve Por Você                       | Elivandro                         |
| 2010 | Cinderela... de Gato e Sapato!                    | Príncipe Derick                   |
| 2010 | The Rocky Horror Show                             | Brad Majors                       |
| 2011 | Baby, o musical                                   | Danny (cover) / Ensemble          |
| 2012 | Flicts                                            | Branco                            |
| 2013 | Luiz e Nazinha - Luiz Gonzaga para Crianças       | Luizinho                          |
| 2014 | Sassariquinho - E o Rio inventou a marchinha...   |                                   |
| 2014 | Chacrinha - O Musical                             | Abelardo Barbosa (jovem) e outros |
| 2016 | O Menino das Marchinhas - Braguinha para Crianças | Carlinhos                         |
| 2017 | Vamp - O Musical                                  | Gerald Lamas                      |
| 2017 | Bituca - Milton Nascimento para Crianças          | Salomão                           |
| 2018 | Tropicalinha - Caetano e Gil para Crianças        | Cae                               |
| 2019 | Mojo Mickybo                                      | Mojo                              |
| 2019 | Raulzito Beleza - Raul Seixas para Crianças       | Mêlo                              |
| 2021 | Pimentinha - Elis Regina para Crianças            | Adelino / Adelino Junior          |

## Autor
| Ano de Estreia | Título                                            | Formato            |
| -------------- | ------------------------------------------------- | ------------------ |
| 2000           | Ser ou não Ser?                                   | Teatro             |
| 2009           | O Meu Sangue Ferve Por Você                       | Teatro             |
| 2013           | Luiz e Nazinha - Luiz Gonzaga para Crianças       | Teatro             |
| 2016           | O Menino das Marchinhas - Braguinha para Crianças | Teatro             |
| 2017           | Bituca - Milton Nascimento para Crianças          | Teatro             |
| 2018           | Tropicalinha - Caetano e Gil para Crianças        | Teatro             |
| 2019           | Mojo Mickybo (versão brasileira)                  | Teatro             |
| 2019           | Raulzito Beleza - Raul Seixas para Crianças       | Teatro             |
| 2019           | Detetives do Prédio Azul - Um Mistério no Teatro  | Teatro             |
| 2020           | Gêmeos?!                                          | Livro              |
| 2021           | Dodó e Tatá                                       | Animação           |
| 2021           | Conferência dos Monstros                          | Animação           |
| 2021           | Transe                                            | Experimento cênico |

## Prêmios e indicações
| Ano  | Prêmio                                                            | Categoria                        | Indicação                                         | Resultado |
| ---- | ----------------------------------------------------------------- | -------------------------------- | ------------------------------------------------- | --------- |
| 2015 | Prêmio Zilka Salaberry                                            | Melhor Ator                      | Luiz e Nazinha - Luiz Gonzaga para Crianças       | Indicado  |
| 2015 | Prêmio do Centro Brasileiro de Teatro para a Infância e Juventude | Melhor Ator                      | Luiz e Nazinha - Luiz Gonzaga para Crianças       | Indicado  |
| 2015 | Prêmio do Centro Brasileiro de Teatro para a Infância e Juventude | Melhor Roteiro Original          | Luiz e Nazinha - Luiz Gonzaga para Crianças       | Indicado  |
| 2016 | Prêmio do Centro Brasileiro de Teatro para a Infância e Juventude | Categoria Especial               | Grandes Músicos para Pequenos                     | Vencedor  |
| 2016 | Prêmio do Centro Brasileiro de Teatro para a Infância e Juventude | Melhor Ator                      | O Menino das Marchinhas - Braguinha para Crianças | Indicado  |
| 2016 | Prêmio do Centro Brasileiro de Teatro para a Infância e Juventude | Melhor Roteiro Original          | O Menino das Marchinhas - Braguinha para Crianças | Indicado  |
| 2016 | Prêmio Zilka Salaberry                                            | Melhor Roteiro Original          | O Menino das Marchinhas - Braguinha para Crianças | Indicado  |
| 2017 | Prêmio Botequim Cultural                                          | Melhor Espetáculo Infantojuvenil | Bituca - Milton Nascimento para Crianças          | Vencedor  |
| 2017 | Prêmio Botequim Cultural                                          | Melhor Autor Infantojuvenil      | Bituca - Milton Nascimento para Crianças          | Vencedor  |
| 2018 | Prêmio Brasil Musical                                             | Melhor Espetáculo Infantil       | Tropicalinha - Caetano e Gil para Crianças        | Vencedor  |
| 2018 | Prêmio Musical Rio                                                | Melhor Espetáculo Infantil       | Tropicalinha - Caetano e Gil para Crianças        | Vencedor  |
| 2019 | Prêmio Brasil Musical                                             | Melhor Espetáculo Infantil       | Raulzito Beleza - Raul Seixas para Crianças       | Indicado  |
| 2019 | Prêmio Musical Rio                                                | Melhor Espetáculo Infantil       | Raulzito Beleza - Raul Seixas para Crianças       | Vencedor  |
| 2020 | Prêmio Musical Rio                                                | Melhor Remontagem                | O Meu Sangue Ferve Por Você                       | Vencedor  |